# Goniobranchus splendidus
Espèce
Synonymes
- Goniodoris splendida Angas, 1864 (taxon d'origine)
- Chromodoris splendida (Angas, 1864)

Goniobranchus splendidus est une espèce de Nudibranches de la famille des Chromodorididés. C'est une limace de mer.
L'espèce a été décrite pour la première fois en 1864 par le naturaliste britannique George French Angas (1822-1886).